# 红梅花雀属
红梅花雀属（学名：Amandava），是梅花雀科的一属。属下共有3种鸟类。
属下物种有：
- 绿梅花雀  (Latham, 1790)
- 橙腹梅花雀  (Vieillot, 1819)
- 红梅花雀  (Linnaeus, 1758)

## 外部連結
- 维基共享资源上的相關多媒體資源：红梅花雀属
- 維基物種上的相關：红梅花雀属